# João Secundino
João Ricardo dos Santos Secundino (10 de Julho de 1992) é um actor português, conhecido pela sua personagem em Ninguém como Tu onde fez o papel Gui, mais tarde interpretando Vasquinho em Tu e Eu. João também integrou o elenco da série Morangos com Açúcar na 6ª temporada onde fez o papel de Francisco (Kiko).

## Televisão
- Participação especial, em Inspector Max, TVI 2004
- Elenco adicional, Tó em Baía das Mulheres, TVI 2004
- Elenco principal, Guilherme (Gui) Macieira Duarte em Ninguém como Tu, TVI, 2005
- Elenco principal, Várias Personagens em Malucos e Filhos, SIC 2005
- Elenco principal, Vasco Duarte da Silva Reis (Vasquinho) em Tu e Eu, TVI, 2006/2007
- Elenco principal, Francisco (Quico) em Morangos com Açúcar (6ªTemporada), TVI, 2008/2009
- Elenco adicional, Aluno no telefilme A Princesa, realização Hugo de Sousa, RTP 2011